# Giuseppe Guarino (prawnik)
Giuseppe Guarino (ur. 15 listopada 1922 w Neapolu, zm. 17 kwietnia 2020 w Rzymie) – włoski polityk, prawnik i nauczyciel akademicki, profesor, deputowany, w 1987 i w latach 1992–1993 minister.

## Życiorys
W 1938 ukończył szkołę średnią i podjął studia prawnicze na Uniwersytecie Neapolitańskim im. Fryderyka II. W 1943 służył w wojsku, w tym samym roku został absolwentem prawa. W 1944 podjął pracę jako nauczyciel akademicki na macierzystej uczelni. Następnie obejmował stanowiska wykładowcy na uniwersytetach w Sassari i Sienie, od 1953 zatrudniony w randze profesora zwyczajnego. Od lat 60. był profesorem na Uniwersytecie Rzymskim „La Sapienza”, w 1999 uzyskał status profesora emerytowanego. Specjalizował się w prawie administracyjnym i konstytucyjnym. Jednocześnie z działalnością dydaktyczną prowadził praktykę prawniczą w zawodzie adwokata.
W latach 1967–1987 był członkiem jednego z organów Banku Włoch. Od kwietnia do lipca 1987 pełnił funkcję ministra finansów. Od 1987 do 1992 z ramienia Chrześcijańskiej Demokracji sprawował mandat posła do Izby Deputowanych X kadencji. Od czerwca 1992 do kwietnia 1993 był ministrem przemysłu, handlu i rzemiosła. Do lutego 1993 pełnił nadto obowiązki ministra zasobów państwowych.
W latach 1987–1997 przewodniczył stowarzyszeniu arbitrażowemu Associazione Italiana per l'Arbitrato. W późniejszym okresie pozostał aktywny w sferze publicystycznej, był autorem licznych prac naukowych. Do 2007 wchodził w skład władz współtworzonej przez siebie Fondazione Lorenzo Valla.
Odznaczony Orderem Zasługi Republiki Włoskiej I klasy (1993).